# 1163 Saga
1163 Saga è un asteroide della fascia principale del diametro medio di circa 29,11 km. Scoperto nel 1930, presenta un'orbita caratterizzata da un semiasse maggiore pari a 3,2188150 UA e da un'eccentricità di 0,0505469, inclinata di 9,02107° rispetto all'eclittica.
Il suo nome fa riferimento alle saghe, raccolte di storie sugli antichi popoli scandinavi.